# Christian Wasserfallen
Christian Wasserfallen (Berna, 30 giugno 1981) è un ingegnere e politico svizzero del PLR.I Liberali Radicali (PLR). Dal 2007 è membro del Consiglio nazionale per il Canton Berna.

## Biografia
Da luglio 2003 a novembre 2007 fu membro del consiglio comunale di Berna. Presentatosi alle elezioni federali del 2007, venne eletto Consigliere nazionale per il Canton Berna con 51 582 voti, diciottesimo tra i candidati eletti più votati del cantone. Venne confermato anche nel 2011 (77 462 preferenze, tredicesimo fra gli eletti del cantone), nel 2015 (81 627 preferenze, decimo fra gli eletti del cantone), nel 2019 (57 155 preferenze, sedicesimo fra gli eletti del cantone) e nel 2023 (61 214 preferenze, quindicesimo fra gli eletti del cantone).